# Blanca Fernández García
Blanca Fernández García (26 de diciembre de 1976) es una deportista española que compitió en halterofilia. Ganó tres medallas en el Campeonato Europeo de Halterofilia entre los años 1992 y 1995.

## Palmarés internacional
| Campeonato Europeo | Campeonato Europeo  | Campeonato Europeo | Campeonato Europeo |
| Año                | Lugar               | Medalla            | Categoría          |
| ------------------ | ------------------- | ------------------ | ------------------ |
| 1992               | Loures (Portugal)   | Medalla de bronce  | 44 kg              |
| 1993               | Valencia (España)   | Medalla de plata   | 46 kg              |
| 1995               | Beer Sheva (Israel) | Medalla de plata   | 46 kg              |